# Mahotis
Mahotis là một chi bướm ngày thuộc họ Bướm nâu.